# 舒阿桑日
舒阿桑日（法語：Xouaxange，法語發音：[ʃwasɑ̃ʒ]；洛林语：Swagzonche、Souagsonche）是法国摩泽尔省的一个市镇，位于该省东南部，属于萨尔堡-萨兰堡区。

## 地理
舒阿桑日（48°41'48"N, 6°59'50"E）面积5.16 平方千米，位于法国大東部大區摩泽尔省，该省份为法国东北部内陆省份，是洛林的一部分，西南接默尔特-摩泽尔省，东临下莱茵省，北与卢森堡和德国接壤。
与舒阿桑日接壤的市镇（或旧市镇、城区）包括：洛尔坎、贝班、埃曼、埃尔默朗日、伊姆兰、讷夫穆兰。

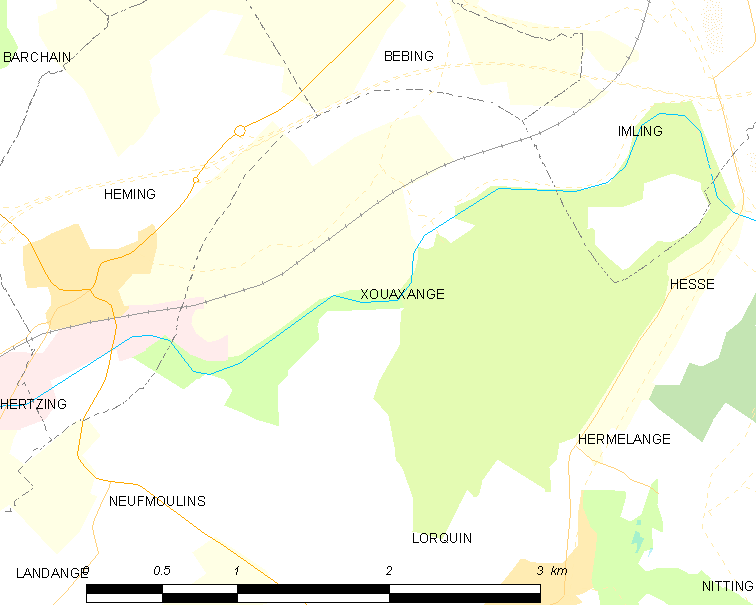
舒阿桑日的OSM定位图

舒阿桑日的时区为UTC+01:00、UTC+02:00（夏令时）。

## 行政
舒阿桑日的邮政编码为57830，INSEE市镇编码为57756。

## 政治
舒阿桑日所属的省级选区为法尔斯堡县。

## 人口

1962-2008年间舒阿桑日人口变化图示

舒阿桑日于2022年1月1日时的人口数量为316人。